# Best Damn Day
Best Damn Day is een nummer van de Nederlandse zangeres The Jordan uit 2022. Het is de eerste single van haar album Nowhere Near the Sky.
"Best Damn Day" is de eerste single die Caroline van der Leeuw uitbracht onder de naam The Jordan, nadat ze jarenlang de artiestennaam Caro Emerald droeg. Het nummer is geïnspireerd door Portishead, waar Van der Leeuw in haar tienerjaren naar luisterde. De zangeres hield er echter wel rekening mee dat het nummer niet té rustig zou worden. "Het is een beetje tripperig, maar ik wilde niet een kabbelende plaat maken. Ik wilde echt een popplaat maken. 'Best Damn Day' heeft dat allebei in zich", aldus Van der Leeuw. Het nummer werd een bescheiden radiohit in Nederland, en bereikte de 20e positie in de Tipparade.

## Tracklijst
- Muziekdownload

1. "Best Damn Day" - 3:12